# Municipio de Bratton (Ohio)
El municipio de Bratton (en inglés: Bratton Township) es un municipio ubicado en el condado de Adams en el estado estadounidense de Ohio. En el año 2010 tenía una población de 1461 habitantes y una densidad poblacional de 17,55 personas por km².

## Geografía
El municipio de Bratton se encuentra ubicado en las coordenadas 39°0′29″N 83°26′18″O / 39.00806, -83.43833. Según la Oficina del Censo de los Estados Unidos, el municipio tiene una superficie total de 83.23 km², de la cual 83,18 km² corresponden a tierra firme y (0,06 %) 0,05 km² es agua.

## Demografía
Según el censo de 2010, había 1461 personas residiendo en el municipio de Bratton. La densidad de población era de 17,55 hab./km². De los 1461 habitantes, el municipio de Bratton estaba compuesto por el 97,54 % blancos, el 0,07 % eran afroamericanos, el 0,68 % eran amerindios, el 0,27 % eran asiáticos y el 1,44 % eran de una mezcla de razas. Del total de la población el 0,55 % eran hispanos o latinos de cualquier raza.